# Tuam
Tuam (irl. Tuaim) – miasto w północno-zachodniej części hrabstwa Galway w Irlandii. Liczba mieszkańców w 2011 roku wynosiła 8824 osoby.

## Współpraca
- Straubing, Niemcy